# Checklist (algemeen)
Een checklist, controlelijst of afvinklijst is een lijst van punten die moeten gecontroleerd worden, en die moet ingevuld worden door de persoon belast met de controle, op basis van zijn/haar vaststellingen.
Door het volgen van een checklist zorgt men dat de controle van de taakuitvoering volledig en consistent is. Door altijd een checklist te volgen vermijdt men dat men iets zou vergeten te controleren, met mogelijk catastrofale gevolgen.
Checklists worden in vele vakgebieden gebruikt, onder meer waar een rigoureuze controle van een systeem nodig is vooraleer een risicovolle taak wordt aangevat, bijvoorbeeld in de lucht- en ruimtevaart, de procesindustrie of de klinische geneeskunde. Enkel wanneer de checklist helemaal is afgewerkt en aan alle punten is voldaan, mag de taak - bijvoorbeeld het opstijgen van een vliegtuig of het lanceren van een ruimtevaartuig - uitgevoerd worden. 
Checklists worden ook gebruikt voor kwaliteitsbewaking, bijvoorbeeld in de ontwikkeling van programmatuur.
De vorm van een checklist is een 'afvinklijst' van punten die moeten worden nagegaan met naast elk punt een aankruisvakje dat aangevinkt wordt als het betreffende punt is gecontroleerd. Eventueel is er ruimte voorzien voor commentaar wanneer een punt niet voldoet.
Alledaagse voorbeelden van checklists zijn actielijstjes en boodschappenlijstjes.